# Tramp (Comic)
Tramp ist eine 1993 erstmals erschienene frankobelgische Comicserie des Texters Jean-Charles Kraehn und des Zeichners Patrick Jusseaume.

## Handlung
Held der Serie ist der bretonische Offizier der Handelsmarine Yann Calec, im Lauf der Handlung Kapitän mehrerer Tramp-Schiffe, der auf verschiedenen Kontinenten Abenteuer erlebt. Die Serie setzt 1949 ein, als ein Reeder für einen Versicherungsbetrug ein Schiff versenken will und dafür einen manipulierbaren Kapitän sucht. Nach Abenteuern in Lateinamerika kann Calec das Verbrechen aufdecken. Der zweite Handlungsbogen führt Calec nach Afrika, wo er Morde rund um eine Erpressung und Diamantenschmuggel aufdeckt; der dritte nach Südostasien, wo er sich der Geschichte seines Vaters stellen muss.

## Original-Bände
1. Le Piège, 1993,  ISBN 2-205-04087-1
2. Le Bras de fer, 1994,  ISBN 2-205-04094-4
3. Le Bateau assassiné, 1996,  ISBN 2-205-04384-6
4. Pour Hélène, 1999,  ISBN 2-205-04579-2
5. La Route de Pointe-Noire, 2001,  ISBN 2-205-04856-2
6. La Piste de Kibangou, 2003,  ISBN 2-205-05203-9
7. Escale dans le passé, 2005,  ISBN 2-205-05525-9
8. La sale Guerre, 2007,  ISBN 978-2-205-05802-4
9. Le Trésor du Tonkin, 2009,  ISBN 978-2-205-06117-8
10. Le Cargo maudit, 2012,  ISBN 978-2-205-06512-1
11. Avis de tempête, 2017,  ISBN 978-2-205-07318-8

## Deutschsprachige Publikation
Die Bände 1–3 wurden ab 1996 beim Carlsen Verlag, Band 4 im August 2000 beim Phoenix Verlag (Michael Hug Verlag) veröffentlicht. 2004 wechselte die Reihe zum Verlag comicplus+, der auch die weiteren Bände verlegt.

## Hintergrund
Texter Jean-Charles Kraehn, im bretonischen Hafenort Saint-Malo geboren, und Zeichner Patrick Jusseaume, geboren in der Elfenbeinküste und im Alter von 10 Jahren in die Hafenstadt Rouen gezogen (wo die Handlung beginnt), entwarfen die Serie gemeinsam, auch von Kindheitserinnerungen geleitet.
Sie ist erzählerisch wie zeichnerisch in einem realistischen Stil gehalten. Der erste Handlungsbogen ist über weite Strecken eine bissig-kritische Persiflage auf die Comicserie Tintin (dt. Tim und Struppi). Eine Figur, die Tim ähnelt, wird kurz als korrupter Kapitän gezeigt. Einer der markantesten Gegenspieler des Helden, ein brutaler Mörder und Vergewaltiger, ist zeichnerisch eng an Tims Freund Kapitän Haddock angelehnt. Ein Wissenschaftler, der Professor Blümlein ähnelt, versucht wertvolle archäologische Schätze aus einem lateinamerikanischen Land zu schmuggeln. Im dritten Handlungsbogen tauchen zwei zynische Geheimdienstler auf, die Brüder sind, sich identisch Durand nennen und auf die Figuren Dupont et Dupond (dt. Schulze und Schultze) verweisen. Generell spielt die Serie an ähnlichen "exotischen" Handlungsorten (lateinamerikanische "Bananenrepubliken", afrikanische Kolonien) und übernimmt Handlungselemente (Bürgerkriege, Kriminalgeschichten). An mehreren Stellen kritisiert die Serie den europäischen Rassismus, den viele Kritiker auch der Serie Tintin vorwarfen.